# Burka (distrikt)
Burka är ett distrikt i Afghanistan. Det ligger i provinsen Baghlan, i den nordöstra delen av landet, 190 kilometer norr om huvudstaden Kabul.
Distriktet beräknades år 2022 ha cirka 206 000 invånare.